# ژونگ چنلو
ژونگ چِنلو (به چینی: 钟辰乐؛ زادهٔ ۲۲ نوامبر ۲۰۰۱)، که با نام هنری چنلو (به انگلیسی: Chenle) شناخته می‌شود، یک خواننده، ترانه‌سرا و بازیگر چینی است و در حال حاضر در کره جنوبی به فعالیت می‌پردازد. او عضو گروه موسیقی ان‌سی‌تی و زیرمجموعهٔ ان‌سی‌تی دریم می‌باشد.

## حرفه
چنلو فعالیت خود را به‌عنوان خوانندهٔ کودک آغاز کرد و در کنسرت‌ها و برنامه‌های تلویزیونی چینی و خارجی متعددی به اجرا پرداخت. در سن ۹ سالگی، او جوان‌ترین خواننده‌ای بود که جهت اجرای تک نفره به گلدن هال وین دعوت شد. وی تا سن ۱۴ سالگی، سه آلبوم منتشره کرده و یک کنسرت مستقل در چین برگزار کرده بود.
چنلو در سال ۲۰۱۶، به کرهٔ جنوبی آمد و به گروه ان‌سی‌تی ملحق شد و به‌عنوان عضوی از زیرمجموعهٔ ان‌سی‌تی دریم شروع به فعالیت کرد و تاکنون عضو این گروه می‌باشد. او به‌همراه ان‌سی‌تی دریم، سه آلبوم چندآهنگهٔ کره‌ای منتشر کرده و یک تور آسیایی داشته‌است.

## ترانه‌شناسی

### آلبوم‌ها
- فردا (۲۰۱۰)
- بال‌های من (۲۰۱۱)
- تو آنجایی (۲۰۱۴)